# Ein Lächeln im Sturm
Ein Lächeln im Sturm ist ein in der Einöde von Alaska spielendes französisch-österreichisches Filmdrama aus dem Jahre 1950 von René Chanas mit Curd Jürgens, Oskar Werner, Aglaja Schmid und der US-Amerikaner Richard Ney in den Hauptrollen. Die Geschichte basiert auf einem Roman von Maurice Constantin-Weyer. 

## Handlung
Catherine Mercier und ihr Mann François sind in den hohen Norden Kanadas ausgewandert, um dort einen Neuanfang zu wagen. Vor Ort lernen sie zwei attraktive Männer kennen, den Pelzhändler Jean Langrand und dessen Freund, der Polizeisergeant James Spenlow. Beide Männer zeigen rasch Interesse an der verheirateten Frau. Das Wetter im eisigen Norden fernab jeder Zivilisation ist mindestens ebenso rau wie die Sitten der hier ansässigen Bewohner, die häufig unbeweibt sind, und so kommt es eines Tages zu einem schweren Konflikt, als der ungehobelte Abenteurer Joe Lewis aus der nahe gelegenen Goldgräbersiedlung Catherine über Gebühr bedrängt und belästigt. 
François fordert den übergriffigen Schurken zum Zweikampf auf Leben und Tod heraus, stirbt aber an den dabei erlittenen Verwundung, nachdem er den Vergewaltiger getötet hat. Wenig später geraten Jean, Catherine und James in einen heftigen Schneesturm, den der Polizist nicht überlebt. Beinah wären auch Catherine und der Pelzhändler durch Erfrierung dahingerafft worden, doch es gelingt ihnen, zu überleben, als sie vollkommen erschöpft von zwei Jägern aufgelesen werden. Jean und Catherine hat die zurückliegende Zeit fest zusammengeschweißt, und nachdem sich beide ihrer Liebe versichert haben, können sie einen Neuanfang wagen.

## Produktionsnotizen
Ein Lächeln im Sturm entstand zwischen dem 6. Februar und dem 22. April 1950 im Öfa-Atelier in Thiersee (Österreich) und in den Studios von Boulogne (bei Paris) und wurde in seiner französischen Sprachfassung, je nach Quelle, am 24. November 1950 bzw. am 2. März 1951 in Paris uraufgeführt. Die deutsche Premiere war am 7. Dezember 1951.
Die Filmbauten in Österreich entwarf Eduard Stolba, die in Frankreich Fred Marpaux.
In späteren Jahren wurde der Film auch unter dem Titel Sturm über Alaska gezeigt.
Die französischsprachige Filmfassung hatte bis auf Richard Ney andere (französische) Hauptdarsteller als die deutsche Version.

## Kritik
Im Filmdienst hieß es: „Gelungene Außenaufnahmen in der kanadischen Schneewüste wiegen die schwache Inszenierung und chargierende Darsteller nicht auf.“